# Горнеа
Горнеа (раније Горња Љупкова, рум. Gornea) је насеље у општини Сикевица, округ Караш-Северен у Румунији. Налази се на надморској висини од 92 м.

## Историја
По "Румунској енциклопедији" место се налазило у узаној долини званој Каменица. Поред њега су била насеља Сучевица и Љубкова; сва три се сматрају за древне насеобине. Са одласком Турака становници села су се спустили у долину са околних узвисина. Постаје 1773. године граничарско насеље. Народи коју су ту досељавани (Немци, Срби, Мађари, Цигани) били су румунизовани. 

## Становништво
Према подацима из 2002. године у насељу је живело 662 становника.
| Етнички састав према попису из 2002. године‍ | Етнички састав према попису из 2002. године‍ | Етнички састав према попису из 2002. године‍ | Етнички састав према попису из 2002. године‍ | Етнички састав према попису из 2002. године‍ |
| ------------------------------------------- | ------------------------------------------- | ------------------------------------------- | ------------------------------------------- | ------------------------------------------- |
|                                             |                                             |                                             |                                             |                                             |
| Румуни                                      | Румуни                                      |                                             | 654                                         | 99,1%                                       |
| Роми                                        | Роми                                        |                                             | 6                                           | 0,9%                                        |